# Arlington Hambright
Arlington Hambright (Ypsilanti, 30 gennaio 1996) è un giocatore di football americano statunitense che milita nel ruolo di offensive guard per gli Indianapolis Colts della National Football League (NFL).

## Carriera

### Chicago Bears
Hambright al college giocò a football al Garden City Community College (2016-2017) e all'Università dell'Oklahoma (2018-2019). Fu scelto nel corso del settimo giro (226º assoluto) del Draft NFL 2020 dai Chicago Bears. Nella sua stagione da rookie disputò 9 partite, di cui una come titolare nella settimana 15 contro i Tennessee Titans.